# Elthusa tropicalis
Elthusa tropicalis là một loài chân đều trong họ Cymothoidae. Loài này được Menzies & Kruczynski miêu tả khoa học năm 1983.